# 成長之痛
《成長之痛》是加拿大歌手和作曲家艾莉希亞·卡拉於2018年11月30日通過Def Jam唱片公司發行的第二張錄音室專輯。這是張關於「成年」的專輯，靈感來自歌手在發行前三年的生活，內容涉及焦慮、心碎和孤獨等主題以及卡拉在音樂行業的經歷。評論家讚揚卡拉的歌曲創作能力，將卡拉和她的聲音命名為「流行音樂的大姐大」。專輯最終贏得了2020年朱諾獎的年度專輯獎，並在同年的其他獎項上獲得了讚譽。
專輯在《公告牌》两百强专辑中首次亮相，排名71，在加拿大排名21。《成長之痛》共有三首單曲。同名歌曲作為專輯主打於2018年6月15日發行，在《公告牌》百强单曲榜排名第65，在加拿大排名第36。〈相信孤独〉和〈不爱了〉分別作為其第二和第三首單曲發布。

## 備註
1. ↑  专辑中文名为中国大陆星外星引进版官方译名（《成长的烦恼》[1]）和台湾环球唱片引进版官方译名（《成長之痛》[2]）

## 資料來源
1. ↑  . 星外星音乐. 2020-05-03  [2022-01-14]. （原始内容存档于2022-01-14） （中文）.
2. ↑  . 五大唱片.   [2022-01-14]. （原始内容存档于2022-01-14） （中文）.